# یلوه پاسرخ
یلوه پاسرخ (نام علمی: Rallina fasciata) نام یک گونه از سرده یلوه‌های جنگلی است.